# Noé Kwin
Noé Achille Kwin Amban (1990. január 14. –), ismertebb nevén Noé Kwin kameruni labdarúgó védő.

## Korai pályafutása
A Jeunesse de Bonamoussadinál kezdett el játszani. Ezután 2010-ben átszerződött a Coton Sport-hoz, ahol a 2010–201-es szezonban megnyerte az Elite One-t. A 2012–2013-as téli szünetben átigazolt a szerb FK Spartak Suboticához. A Szerb SzuperLigában egyáltalán nem kapott lehetőséget, így 2013. márciusban elengedték.

## A DAC Dunajská Stredánál
2013. júniusban csatlakozott a szlovák FK DAC 1904 Dunajská Streda csapatához, ahol a 2013. március 14-i, az MFK Košice ellen vívott meccsen lépett először pályára a Corgoň Ligában.

## Sikerei
Cotonspor
- Elite One: 2010–11[3]